# The Secret Call
The Secret Call è un film del 1931 diretto da Stuart Walker. La sceneggiatura si basa su The Woman, lavoro teatrale di William C. de Mille andato in scena a Broadway il 19 settembre 1911.
Prodotto dalla Paramount Pictures, il film aveva come interpreti principali Richard Arlen e Peggy Shannon. La giovane attrice, che proveniva dal teatro di rivista di New York, appena arrivata a Hollywood, sostituì sul set la diva Clara Bow, divenendo subito una star.

## Produzione
Il film fu prodotto dalla Paramount Pictures. Venne girato, usando il sistema monofonico Western Electric Noiseless Recording, nei Paramount Studios di Hollywood, al 5555 di Melrose Avenue.

## Distribuzione
Il copyright del film, richiesto dalla Paramount Publix Corp., fu registrato il 24 luglio 1931 con il numero LP2360.
Distribuito dalla Paramount Pictures, il film uscì nelle sale cinematografiche statunitensi il 25 luglio 1931. In Irlanda, fu distribuito l'8 gennaio 1932; in Portogallo, con il titolo Segredo Salvador, il 25 ottobre 1933.